# Murphysboro
Murphysboro è un comune degli Stati Uniti d'America, situato in Illinois, nella Contea di Jackson, della quale è il capoluogo.
Il 18 marzo 1925 circa il 50% della città è stato raso al suolo dal Tornado dei Tre-Stati, che ha ucciso 234 persone in questa località, che è diventata la località con più morti da tornado nella storia degli USA. Un altro tornado significativo ha colpito la località nel dicembre 1957 causando 11 vittime